# Oratorio della Santissima Vergine Addolorata
L’oratorio della Santissima Vergine Addolorata è una chiesa sconsacrata di Roma, nel rione Monti, in via Baccina.
La chiesetta risale al XVI secolo; in origine era un magazzino per il grano trasformato in oratorio della parrocchia di San Salvatore ai Monti; nel XVII secolo fu intitolata a san Giovanni Battista e annesso ad un conservatorio per neofite. Fu poi affidata all'arciconfraternita dell'Addolorata e dedicata alla Santissima Vergine Addolorata; nel 1826 fu ricostruita la facciata in stile neoclassico.
L'Armellini aggiunge che “questo sacello si deve alla pietà e allo zelo del sig. Emmanuele Marini, il quale vi fece porre l'epigrafe: In honorem B. Virginis Perdolentis” (op. cit., p. 248).
Dopo l'unità d'Italia (1870) l'oratorio fu sconsacrato; dal 1976 è affidato al Comune di Roma.